# Muixeranga de la Vall d'Albaida
La Muixeranga de la Vall d'Albaida és una muixeranga fundada a desembre de 2018. Van realitzar la seua primera actuació el 26 de gener de 2019 a Ontinyent, durant les festes de Sant Antoni, i als pocs messos ja assoliren figures de quatre alçades, en la III Trobada de la Muixeranga de la Plana, en novembre de 2019. La seua vestimenta es compon de pantaló i faixa negra amb camisa verd festuc, fent referència a les olives, motor econòmic de la comarca. Forma part de la Federació Coordinadora de Muixerangues.